# Philipp Gottlieb Labhardt
Philipp Gottlieb Labhardt (* 26. Mai 1811 in Steckborn; † 21. Juli 1874 in Frauenfeld) war ein Schweizer Politiker. Von 1848 bis 1851 und von 1865 bis 1869 gehörte er dem Nationalrat an. In den Jahren 1844 bis 1848, 1861 bis 1864 und 1869 bis 1874 war er Regierungsrat des Kantons Thurgau.

## Biografie
Der Sohn des Oberamtmanns Christian Labhardt begann an der Universität Basel ein Studium der Theologie und Philosophie, brach dieses jedoch ab und trat 1830 in neapolitanische Kriegsdienste ein. 1833/34 studierte er Recht an der soeben eröffneten Universität Zürich, danach war er bis 1844 als Rechtsanwalt in Steckborn tätig. Daneben hatte er 1836 das Amt des Vize-Bezirksstatthalters inne, von 1837 bis 1844 jenes des Obergerichtsschreibers. Labhardt wurde 1841 in den Grossen Rat gewählt, dem er bis 1843 angehörte. 1844 folgte die Wahl in den Regierungsrat, wo er für die Ressorts Inneres und Militär zuständig war. Vier Jahre später trat er wegen Differenzen mit dem katholisch-konservativen Regierungsrat Johann Andreas Stähelin zurück und betätigte sich wieder als Rechtsanwalt.
Im Oktober 1848 kandidierte Labhardt mit Erfolg bei den ersten Nationalratswahlen, drei Jahre später schaffte er die Wiederwahl jedoch nicht. Von 1849 bis 1842 war er ein weiteres Mal Grossrat, danach bis 1857 Vize-Staatsanwalt. In den Jahren 1854 bis 1857 war zudem Ersatzrichter und Sekretär des Bundesgerichts, von 1856 bis 1861 Grossrichter des kantonalen Kriegsgerichts. 1859 wurde Labhardt zum dritten Mal in den Grossen Rat gewählt. Dieser wiederum wählte ihn 1861 zum zweiten Mal in den Regierungsrat. Nachdem er drei Jahre lang das Finanzdepartement geleitet hatte, trat er 1864 wegen Meinungsverschiedenheiten zurück. 1868/69 war er Präsident des Bezirksgerichts Frauenfeld, zudem legte er 1869 sein Grossratsmandat nieder.
Labhardt gründete 1858 zusammen mit Fridolin Anderwert und Johann Ludwig Sulzberger den Liberalen Verein. Daraus ging die demokratische Bewegung der 1860er Jahre hervor, die sich für den Ausbau der Volksrechte einsetzte und sich gegen die Ämterhäufung von Eduard Häberlin richtete. Gegen Häberlin gerichtet war auch das von Labhardt gegründete und präsidierte Seetalbahnkomitee, das die Streckenführung der Bahnlinie Rorschach–Kreuzlingen über Romanshorn favorisierte, während Häberlin die Linie über Amriswil führen wollte. Aufgrund seiner Beziehungen zur Schweizerischen Nordostbahn, deren Verwaltungsrat er angehörte, konnte sich Labhardt in dieser Frage durchsetzen. Ausserdem war 1863 unter seiner Führung die Dampfschiffahrtsgesellschaft für den Untersee und Rhein entstanden.
1865 zog Labhardt erneut in den Nationalrat ein. Die demokratische Bewegung erzwang 1868 die Revision der Thurgauer Kantonsverfassung. Labhardt gehörte daraufhin dem Verfassungsrat an und war Mitglied des Redaktionsausschusses der Verfassungskommission. Nachdem das Volk 1869 die neue Verfassung angenommen hatte, wurde er zum dritten Mal in den Regierungsrat gewählt; sein Nationalratsmandat gab er auf. Bis zu seinem Tod im Jahr 1874 stand er dem Finanzdepartement vor.